# Хокинг (окръг, Охайо)
Окръг Хокинг (на английски: Hocking County) е окръг в щата Охайо, Съединени американски щати. Площта му е 1098 km², а населението - 28 241 души (2000). Административен център е град Логан.